# Ecce Homo (Jheronimus Bosch)
Ecce Homo is een schilderij van de Nederlandse schilder Jheronimus Bosch in het Städel in Frankfurt am Main.

## Voorstelling
Het stelt het moment voor waarop Jezus door Pontius Pilatus aan het Joodse volk wordt getoond en is gebaseerd op Johannes 19:5:

Daarop kwam Jezus naar buiten, met de doornenkroon op en de purperen mantel aan. ‘Hier is Hij, die mens,’ zei Pilatus.

De scène wordt verder verduidelijkt door de toevoeging van teksten. Zo staat bij de figuur achter Jezus, die Pilatus voorstelt, Ecce Homo, "Ziet, de Mens!" en bij het toegestroomde publiek, dat de terechtstelling van Jezus eist, Crucifige eum, "Kruisig hem!". Het werk is gemaakt in opdracht van een familie, die links- en rechtsonder staat afgebeeld. Deze familiegroep is waarschijnlijk al in een vroeg stadium overgeschilderd en kwam tijdens een recente restauratie weer tevoorschijn. Bij de vader van deze familie is de tekst aangebracht: Salva nos Christe redemptor, "Verlos ons, Christus, Heiland!". Achter hem staat een patroonheilige ofwel een zoon, die mogelijk dominicaan was. De orde van de dominicanen was de enige religieuze orde, waarvoor Bosch gewerkt heeft.

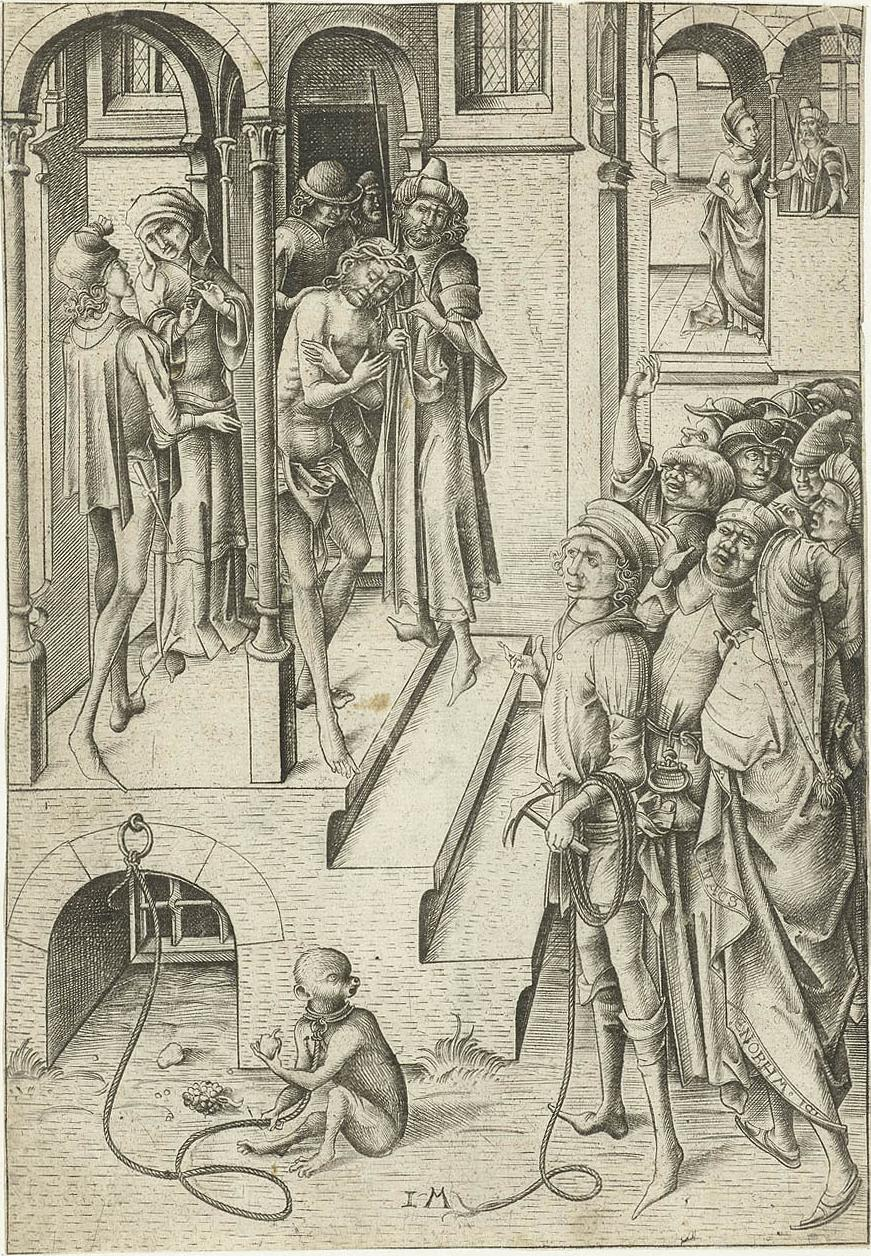
Israhel van Meckenem. Ecce Homo. Gravure. Amsterdam, Rijksprentenkabinet.

Geheel rechts in de bloeddorstige menigte draagt iemand een schild met een pad erop. In een bul van paus Gregorius IX uit 1233 wordt de pad al genoemd als teken van de duivel en toverkunst. In een opening in de zijmuur van het paleis van Pontius Pilatus houdt een uil zich schuil. Ook de lichtschuwe uil stond in Bosch' tijd symbool voor het kwaad. In het stadsgezicht in de achtergrond hangt een vlag, die geïdentificeerd wordt als de vlag van het Ottomaanse Rijk. Hiermee en ook met het heidense beeld bij de brug verwijst de schilder naar de ongelovigheid van de mens.
De voorstelling als geheel sluit aan bij de bestaande iconografische traditie, zoals een prent van Israhel van Meckenem laat zien. Waar op deze prent een ronde boog is te zien, schilderde Bosch de stichter en zijn familie. Op kopieën van het werk, waar de stichters logischerwijs zijn weggelaten, is deze ronde boog echter weer aanwezig. Mogelijk is het werk ook geïnspireerd op een verloren gegaan werk van de Meester van Flémalle.

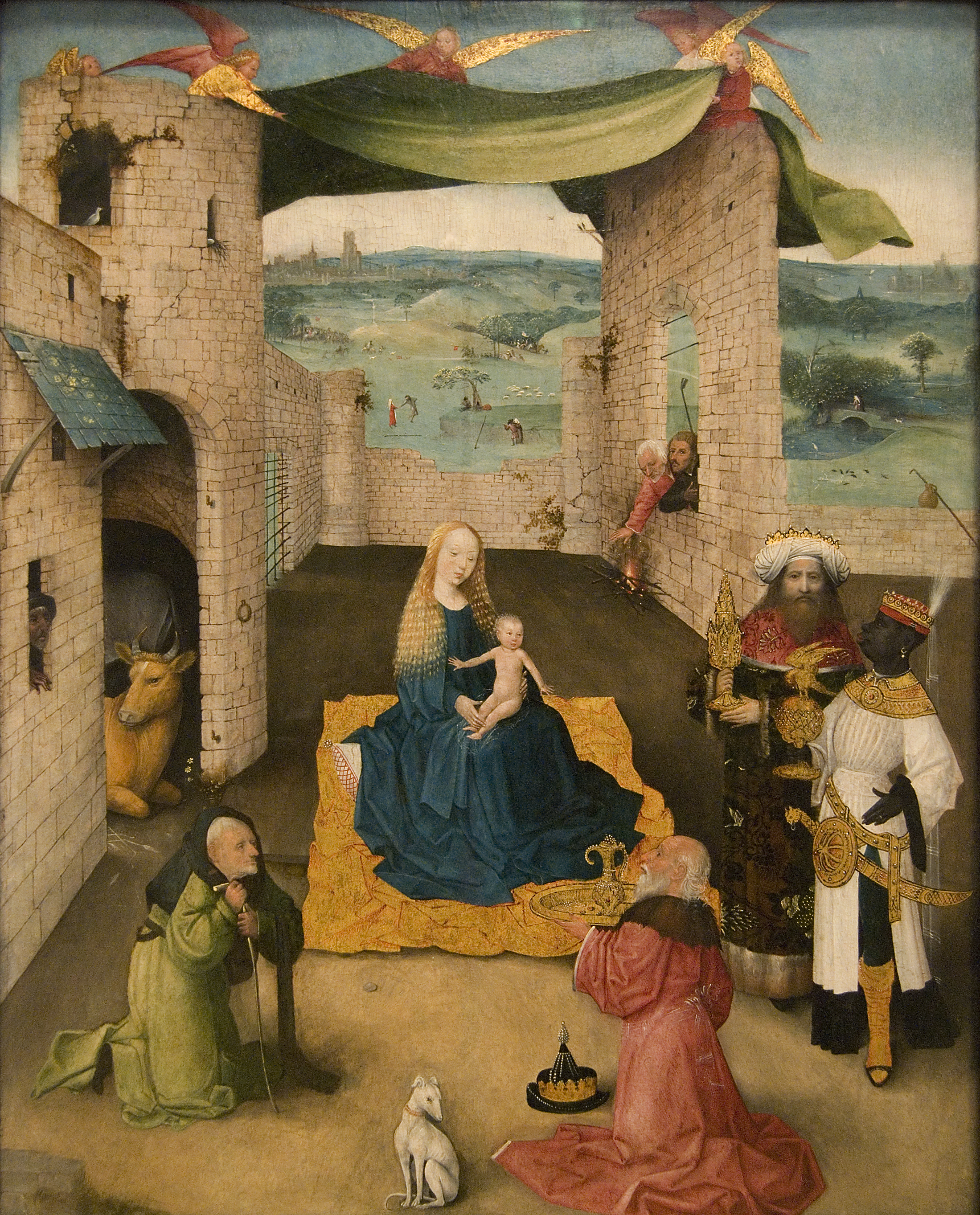
Omgeving of atelier van Jheronimus Bosch. Aanbidding der Koningen. Ca. 1474 of later. New York, Metropolitan Museum of Art.

Het werk vertoont overeenkomsten met een Aanbidding der Koningen, dat zich in het Metropolitan Museum of Art in New York bevindt en dat ongeveer even oud is als het Ecce Homo. Het hoofd van Pilatus komt overeen met dat van de middelste wijze en ook de manier waarop de muren zijn opgebouwd komt op beide werken zeer met elkaar overeen. Bosch-kenner Bernard Vermet suggereert dat beide werken deel kunnen hebben uitgemaakt van een cyclus rondom het leven van Christus.

## Datering
Dendrochronologisch onderzoek heeft aangetoond dat het werk of zijn vroegst omstreeks 1474 ontstaan moet zijn. Eerder werd al aangenomen dat het hier ging om een vroeg werk van Bosch.

## Herkomst

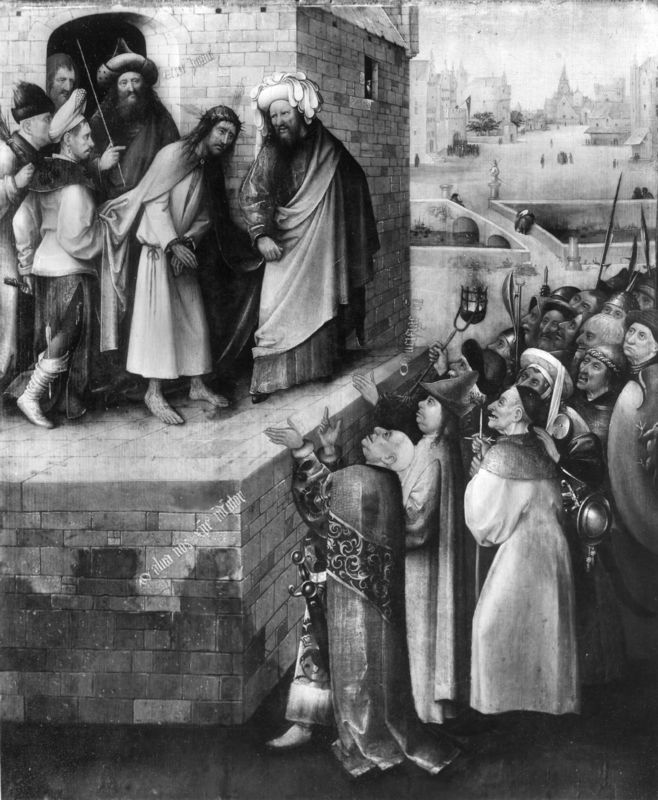
Het schilderij voor restauratie met overschildering

Het werk is afkomstig uit de verzameling van de familie Della Faille in Gent. Vervolgens was het in bezit van de Baron de Crombrugge-Pycke (1889) en Louis Maeterlinck (1899). Via Maeterlinck kwam het in 1902 in handen van Richard Kaufman in Berlijn. Volgens de Duitse kunsthistoricus Max Friedländer liet Kaufman de naaktheid van de Christusfiguur overschilderen. Tussen 4 en 6 december 1917 werd de verzameling Kaufman bij veilinghuis Cassirer & Helbing in Berlijn geveild, waarbij het Ecce Homo voor 105.000 DM werd gekocht door de Städelscher Museums-Verein. Sindsdien bevindt het zich in het Städel Museum in Frankfurt.

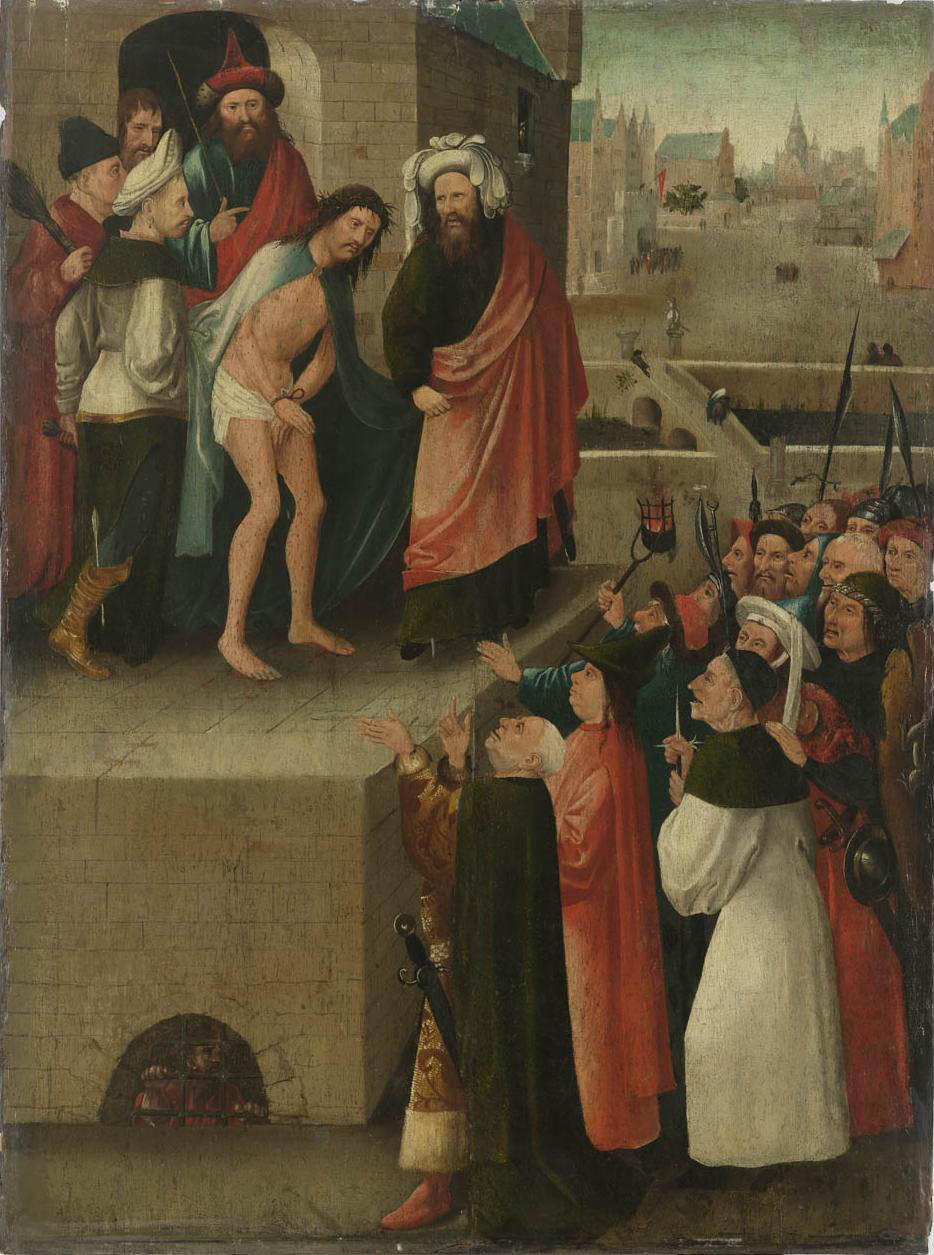
Naar Jheronimus Bosch. Ecce Homo. Ca. 1550. Uden, Museum voor Religieuze Kunst.

## Kopieën
Van het werk bestaan minstens drie kopieën. De oudst bekende kopie, tegenwoordig in het Museum voor Religieuze Kunst in Uden, bevond zich oorspronkelijk mogelijk in het klooster Coudewater in Rosmalen. Deze kopie is vrij nauwkeurig en men gaat er dan ook van uit dat de kopiist van het origineel gebruik moet hebben gemaakt. De stichters linksonder, die op dat moment mogelijk al overgeschilderd waren, verving hij door een voorstelling van Barabbas, de moordenaar die in de plaats van Jezus vrijgelaten werd. Daarnaast is een gedeelte van het Frankfurter Ecce Homo terug te vinden in het middenpaneel van het Van Os-Van Langhel-drieluik in Boston.